# Backstage (serial telewizyjny)
Backstage – kanadyjski serial telewizyjny. Serial miał swoją premierę w Kanadzie dnia 18 marca 2016 na antenie Family Channel. Od dnia 25 marca serial jest emitowany na amerykańskim Disney Channel. 10 maja 2016 roku potwierdzono drugi sezon serialu, który liczy 30 odcinków i miał premierę w 2017 roku.
Serial ten miał swoją premierę w Polsce 25 lipca 2016 roku na antenie Disney Channel. Natomiast drugi sezon został upubliczniony na platformie Netflix 27 stycznia 2018 roku.

## Fabuła
Serial opowiada o uczniach szkoły artystycznej Keaton, którzy są bardzo utalentowani. W tej szkole uczniowie nie tylko rozwijają swój talent, ale także przeżywają niesamowite przygody próbując jednocześnie dać sobie radę z twardymi nauczycielami, współzawodnictwem i własną wartością.

## Bohaterowie
- Vanessa (Devyn Nekoda) – tancerka. Vanessa uczęszcza do Keatona za namową swojej najlepszej przyjaciółki, Carly. Jest również znana ze swojego przezwiska, Vee.
- Carly (Alyssa Trask) – tancerka. Najlepsza przyjaciółka Vanessy. Jest również znana ze swojego przezwiska, Cee.
- Miles (Josh Bogert) – uczeń zajęć z muzyki. Gra na gitarze i perkusji, i również śpiewa.
- Alya (Aviva Mongillo) – uczennica zajęć z muzyki. Gra na gitarze i śpiewa.
- Jax (Matthew Isen) – uczeń zajęć z muzyki. Jest uważanym przez siebie profesjonalnym DJ-em o przydomku DJ G.
- Bianca (Julia Tomasone) – uczennica zajęć z muzyki i piosenkarka. Bianca jest aktorką z wielu seriali.
- Jenna (Adrianna Di Liello) – uczennica zajęć z tańca.
- Sasha (Colin Petierre) – uczeń zajęć z tańca. Odpowiada również za szkolnego bloga plotkarskiego, TMK.
- Scarlett (Mckenzie Small) – uczennica zajęć z muzyki i piosenkarka. Chodzi do dziesiątej klasy. Scarlett jest nazywana przez większość uczniów przezwiskiem Gwiazda Scarlett i jest uważana za jedną z najlepszych piosenkarzy w szkole.
- Kit (Romy Weltman) – uczennica zajęć z muzyki i sztuki. Kit jest producentką i artystką, i jest uważana nawet przez Jaxa za utalentowaną.
- Denzel (Isiah Hall) – uczeń zajęć ze sztuki wizualnej. Denzel jest artystą i producentem, i jest bliskim przyjacielem Kit.
- Julie (Kyal Legend) – przewodnicząca rady szkolnej. Codziennie przychodzi do szkoły ubrana w różne kostiumy i jest uważana za niesamowitą artystkę.
- pan Park (Chris Hoffman) – nauczyciel muzyki. W przeciwieństwie do pani Helsweel, pan Park jest wyrozumiały dla uczniów.
- pani Helsweel (Jane Moffat) – nauczycielka tańca.

## Wersja polska
Wersja polska: SDI Media Polska

Reżyseria: Artur Kaczmarski

Dialogi: Marta Robaczewska

Dźwięk: Łukasz Fober

W wersji polskiej udział wzięli:
- Kim Grygierzec – Vanessa Morita
- Joanna Sokołowska – Carly Catto
- Sebastian Machalski – Jax Gardner
- Katarzyna Ucherska – Scarlett Dunn
- Maksymilian Bogumił – Miles Lennox
- Przemysław Glapiński – pan Park
- Franciszek Boberek – Sasha Roy
- Agata Góral – Alya Kendrick
- Paulina Korthals – Julie Maslany
- Justyna Kowalska – Kit Dunn
- Anna Karczmarczyk – Bianca Blackwell
- Jan Piotrowski – Denzel Stone

W pozostałych rolach:
- Elżbieta Jędrzejewska – pani Helsweel
- Marta Dobecka – Jenna
- Marta Dylewska – Cassandra
- Klementyna Umer – Maria Schiller
- Jacek Król – pan Maslany
- Anna Sroka – pani Blackwell (odc. 8, 15)
- Otar Saralidze – Austin (odc. 18, 20-21, 23-26)
- Leszek Zduń – Francesco Gilles (odc. 19)
- Aleksandra Radwan
- Karol Jankiewicz
- Bartosz Martyna

i inni
Lektor: Artur Kaczmarski

## Lista odcinków
| Seria | Seria | Odcinki | Oryginalna emisja | Oryginalna emisja | Oryginalna emisja | Oryginalna emisja |
| Seria | Seria | Odcinki | Premiera serii    | Finał serii       | Premiera serii    | Finał serii       |
| ----- | ----- | ------- | ----------------- | ----------------- | ----------------- | ----------------- |
|       | 1     | 30      | 18 marca 2016     | 30 września 2016  | 25 lipca 2016     | 4 listopada 2016  |
|       | 2     | 30      | 28 lipca 2017     | 30 września 2017  | niewyemitowanie   | niewyemitowanie   |

### Sezon 1: 2015-16
| 1 | The First Day Pierwszy dzień                         | RT!              | Lara Azzopardi                   | 18 marca 2016    | 25 lipca 2016        | 101 |
| Jest to pierwszy dzień dla grupy 9-klasistów w Keaton. Studentki tańca oraz przyjaciółki Carly i Vanessa oraz studenci muzyczni Jax, Miles oraz Alya dostają powitalną lekcję, która pokarze im jak wiele muszą się nauczyć. Carly i Vanessa poznają 9-klasistę Sashę – studenta tańca, który pomaga im przejść przez pierwszy dzień z ich nauczycielką Helsweel. Po przesłuchaniach tanecznych Helsweel wybiera Vanessę by trenowała z Primami – elitarną grupą tancerzy. Tymczasem Alya, która spóźnia się na lekcję podczas próby śpiewu zostaje zjedzona przez tremę i "zamarza" oraz zostaje wyśmiana przez inną uczennicę – Biancę. Dziewczyna po wysłuchaniu obelg ma chęć się poddać, lecz Miles namawia ją by spróbowała jeszcze raz na co ta przystaje... |                                                      |                  |                                  |                  |                      |     |
| 2 | Groups of Two Praca w parach                         | RT!              | Jennifer Pertsch                 | 25 marca 2016    | 26 lipca 2016        | 102 |
| Helsweel przydziela studentkom tańca ich partnerki; Carly zostaje połączona z Sashą a Vanessa z Jenną. Carly bardzo zazdrości Vanessie, że ta dostała szansę by dołączyć do Prim. Scarlett wybiera kilku nowicjuszy do programu muzycznego, swoją szansę dostają Bianca i Alya. Niestety podczas audycji Bianca dalej dokucza Alyi – zauważa to Scarlett i daje dziewczynie kilka rad jak sobie radzić z jej koleżanką. Tymczasem Jax jest wkurzony specjalnym traktowaniem Milesa, gdy ten zostawia telefon Jax odnajduje w nim coś co bardzo może zaszkodzić Milesowi i postanawia to zgłosić dla pana Parka. Nieobecni : Romy Weltman jak Kit, Isiah Hall jako Denzel, Kyal Legenda jako Julie                                                                   |                                                      |                  |                                  |                  |                      |     |
| 3 | The Brightside Jasne strony                          | Warren P. Sonoda | Jennifer Pertsch                 | 1 kwietnia 2016  | 27 lipca 2016        | 103 |
| W końcu nadszedł dzień świeżaków. Jako organizatorka, Julie, ma nadzieję, ze wszystko pójdzie gładko, niestety Scarlett nie podziela jej zdania i uważa, że będzie to strata czasu. Jax nadal zastanawia się dlaczego Miles jest traktowany jak pupil pana Parka, zaraz po złączeniu ich w pary Miles próbuje udowodnić koledze, że nie chce być tak traktowany. Obaj postanawiają opuścić dzień orientacyjny niestety dla nich zostają złapani przez Parka. Tymczasem na pokazie pojawia się tylko 5 osób w tym Carly i Vanessa, które nadal ze sobą walczą. |                                                      |                  |                                  |                  |                      |     |
| 4 | Stand Tall Głowa do góry                             | Warren P. Sonoda | Matt Schiller                    | 8 kwietnia 2016  | 28 lipca 2016        | 104 |
| Po tym jak kolejna tancerka się rozchorowała Vanessa dostaje swoją szansę by zatańczyć z Primami. Prosi Carly o pomoc lecz z powodu natłoku obowiązków się rozchorowuje. Pomimo tego, że dopiero stawia swoje pierwsze kroki zdobywa respekt Prim. Park wychodzi z inicjatywą by każdy z jego uczniów stworzył we własnym zakresie piosenkę instrumentalną. Alya oferuje Biance pomoc w napisaniu tekstu do piosenki. Niestety po zaprezentowaniu jej klasie i zebraniu pochwał stwierdza, że sama wszystko zrobiła. Julie poszukuje kogoś kogo mogłaby poprowadzić w sztuce rysunku. Danzel chcąc bardzo jej zaimponować poszedł w całkiem innym kierunku niż oczekiwała Julie czym zatracił swoją szansę.                                                         |                                                      |                  |                                  |                  |                      |     |
| 5 | Take Me Out Rezygnacja                               | Wendy Morgan     | Matt Schiller                    | 15 kwietnia 2016 | 29 lipca 2016        | 105 |
| Carly martwi się, że uczucia będą wpływać na duet z Sashą. Kit i Denzel pracują ze Scarlett. Jax próbuje czegoś nowego. |                                                      |                  |                                  |                  |                      |     |
| 6 | Dig Deeper Szukaj głębiej                            | Wendy Morgan     | Kate Hewlett                     | 22 kwietnia 2016 | 1 sierpnia 2016      | 106 |
| 7 | In Their Shoes Wczuj się w rolę                      | Director X       | Kate Hewlett                     | 29 kwietnia 2016 | 2 sierpnia 2016      | 107 |
| 8 | On Deck Zwycięstwo                                   | Director X       | Scott Oleszkowicz                | 6 maja 2016      | 3 sierpnia 2016      | 108 |
| 9 | Sotto Voice Szepty                                   | RT!              | Scott Oleszkowicz                | 13 maja 2016     | 4 sierpnia 2016      | 109 |
| Kit zostaje wyrzucona ze szkoły z powodu złamania reguły w pojedynku DJ-ów. Miles musi wykonać swoje zadanie, niestety sala w której ma ćwiczyć, została zarezerwowana przez Julie która pracują nad swoim projektem. Kit nie wytrzymuje obelg ze strony Jaxa i wyznaje mu kim naprawdę jest Diamond Mind. Vanessa prosi Carly o pomoc w treningu, niestety podczas ćwiczeń doznaje kontuzji, którą próbuje utrzymać w tajemnicy, by nie utracić roli Kopciuszka. |                                                      |                  |                                  |                  |                      |     |
| 10 | The Understudy Dublerka                              | RT!              | Lauren Gosnell                   | 20 maja 2016     | 5 sierpnia 2016      | 110 |
| Do Keaton przyjeżdża znana tancerka Maria Shiller, która będzie przygotowywać tancerzy do przedstawienia. Alya dzięki zdobytej roli staje się bardziej popularna, co zaczyna przeszkadzać Biance. Carly cały czas ma żal do Sashy po tym jak ją upokorzył, ale on chce to naprawić, dlatego prosi o pomoc Van. Scarlett przechodzi kolejne zapalenie gardła. |                                                      |                  |                                  |                  |                      |     |
| 11 | Lose Yourself Daj się ponieść                        | Warren P. Sonoda | Lauren Gosnell                   | 27 maja 2016     | 8 sierpnia 2016      | 111 |
| Julie tworzy nową instalację artystyczną przez którą ląduje u dyrektora. Bianka z Jaxem pracują nad piosenką na zaliczenie, ale dziewczyna po ostatniej konfrontacji z Alyą traci pewność siebie. Vanessie nie podoba się trening z panią Marią, uważa, że mści się na niej po tym co ostatnio powiedziała. |                                                      |                  |                                  |                  |                      |     |
| 12 | Plays Well With Others Zgraj się z innymi            | Warren P. Sonoda | Jennifer Pertsch                 | 3 czerwca 2016   | 9 sierpnia 2016      | 112 |
| 13 | Hold On Trzymaj się                                  | Mario Azzopardi  | Matt Schiller                    | 10 czerwca 2016  | 10 sierpnia 2016     | 113 |
| 14 | Twelve Hours to Showtime Dwanaście godzin do występu | Mario Azzopardi  | Lara Azzopardi                   | 17 czerwca 2016  | 11 sierpnia 2016     | 114 |
| 15 | Showtime Przedstawienie                              | Director X       | Lara Azzopardi                   | 24 czerwca 2016  | 12 sierpnia 2016     | 115 |
| 16 | Restart                                              | Director X       | Jill Girling i Lori Mather-Welch | 12 września 2016 | 17 października 2016 | 116 |
| 17 | Juggle Żonglowanie                                   | Warren P. Sonoda | Kate Hewlett                     | 13 września 2016 | 18 października 2016 | 117 |
| 18 | Eyes Forward Patrz przed siebie                      | Warren P. Sonoda | Kate Hewlett                     | 14 września 2016 | 19 października 2016 | 118 |
| 19 | Once in a Lifetime Jedyna szansa                     | RT!              | Matt Schiller                    | 15 września 2016 | 20 października 2016 | 119 |
| 20 | Da Capo Od początku                                  | RT!              | Matt Schiller                    | 16 września 2016 | 21 października 2016 | 120 |
| 21 | Friend or Foe Przyjaciel, czy wróg?                  | Lara Azzopardi   | Scott Oleszkowicz                | 19 września 2016 | 24 października 2016 | 121 |
| 22 | Verite Prawda                                        | Lara Azzopardi   | Scott Oleszkowicz                | 19 września 2016 | 25 października 2016 | 122 |
| 23 | Step Up Ważny krok                                   | Director X       | Lauren Gosnell                   | 20 września 2016 | 26 października 2016 | 123 |
| 24 | Ensemble Współpraca                                  | Director X       | Lauren Gosnell                   | 21 września 2016 | 27 października 2016 | 124 |
| 25 | After the Flood Krajobraz po powodzi                 | Wendy Morgan     | Kate Hewlett                     | 22 września 2016 | 28 października 2016 | 125 |
| 26 | Try Again Próbuj dalej                               | Wendy Morgan     | Matt Schiller                    | 23 września 2016 | 31 października 2016 | 126 |
| 27 | Fallout Skutki                                       | Warren P. Sonoda | Scott Oleszkowicz                | 26 września 2016 | 1 listopada 2016     | 127 |
| 28 | Lead the Way Lider                                   | Warren P. Sonoda | Scott Oleszkowicz                | 27 września 2016 | 2 listopada 2016     | 128 |
| 29 | Me Ja                                                | Lara Azzopardi   | Lara Azzopardi                   | 28 września 2016 | 3 listopada 2016     | 129 |
| 30 | We My                                                | Director X       | Lara Azzopardi                   | 29 września 2016 | 4 listopada 2016     | 130 |